# 罗里·吉布斯
罗里·吉布斯（英語：Rory Gibbs，1994年4月3日—），英国男子赛艇运动员。他曾代表英国参加世界赛艇锦标赛，获得一枚金牌和一枚铜牌。他也曾参加2020年夏季奥林匹克运动会。